# Saki Hayashi
Saki Hayashi (林咲希 Hayashi Saki?), född 16 mars 1995, är en japansk basketspelare.
Hayashi var en del av Japans landslag som tog silver vid olympiska sommarspelen 2020 i Tokyo. Hon har även vunnit asiatiska mästerskapet två gånger: 2019 och 2021.